# Wolfgang Bosbach

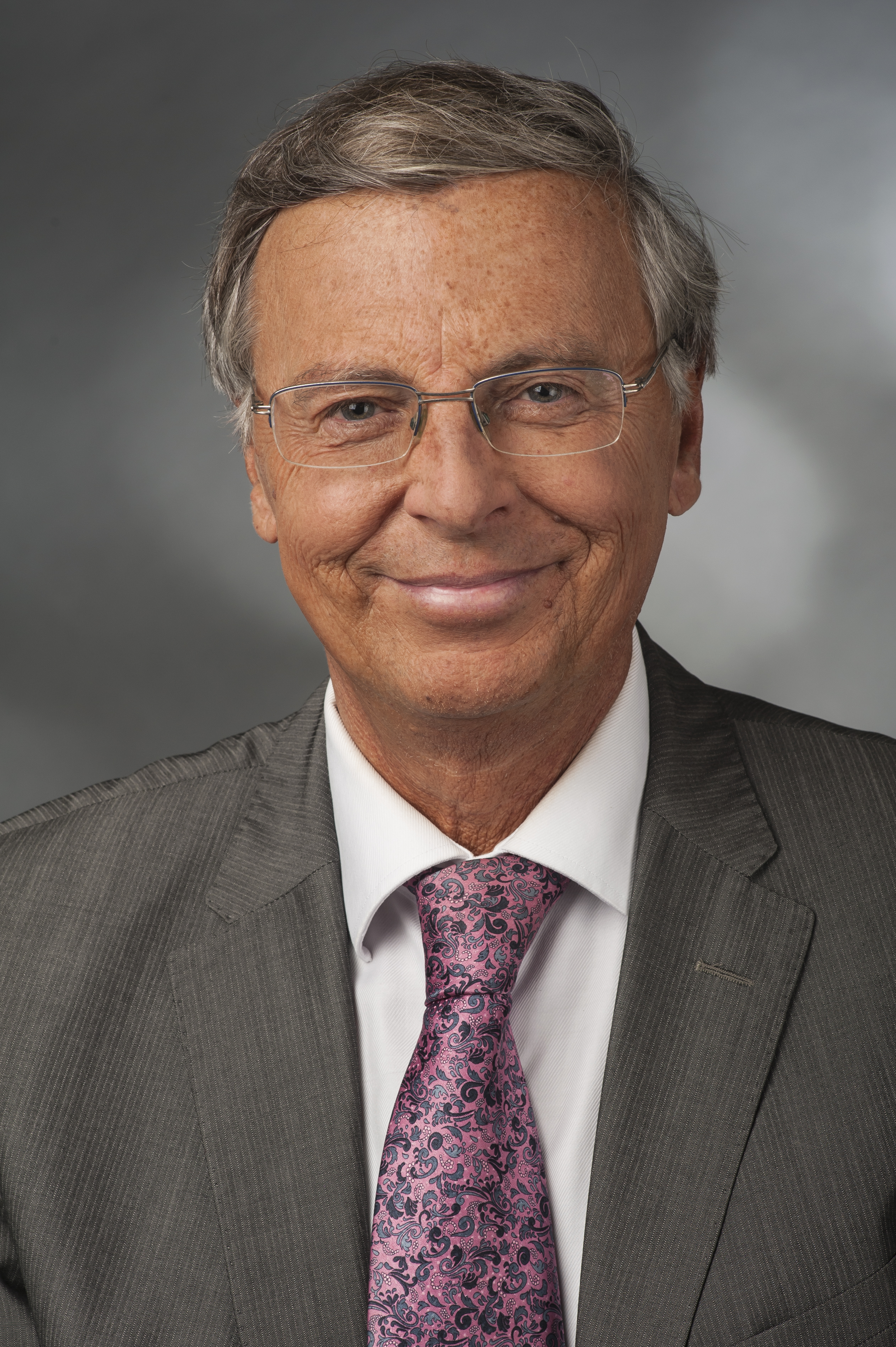
Wolfgang Bosbach (2014)

Wolfgang Walter Wilhelm Bosbach [ˈbɔsbaχ] (* 11. Juni 1952 in Bergisch Gladbach) ist ein deutscher Politiker (CDU) und Rechtsanwalt. Bosbach war von Februar 2000 bis November 2009 stellvertretender Vorsitzender der Bundestagsfraktion der Union und von November 2009 bis Juli 2015 Vorsitzender des Innenausschusses des Deutschen Bundestages. Von 1994 bis 2017 war er Mitglied des Deutschen Bundestages.

## Leben

### Herkunft und Ausbildung
Wolfgang Bosbach wurde als Sohn des kaufmännischen Angestellten Alfred Bosbach und dessen Frau Else in Bergisch Gladbach geboren. Sein Vater war später Personalleiter eines großen Unternehmens. Nach der Mittleren Reife 1968 machte Bosbach eine Ausbildung zum Einzelhandelskaufmann bei der Konsumgenossenschaft Köln und war von 1972 bis 1974 Leiter eines Supermarktes der COOP West. Anschließend besuchte er die Rheinische Akademie Köln, die er 1977 als staatlich geprüfter Betriebswirt abschloss. Auf dem zweiten Bildungsweg holte er 1979 am Köln-Kolleg in Köln-Deutz das Abitur nach. Danach absolvierte Bosbach ein Studium der Rechtswissenschaft an der Universität Köln, das er 1988 mit dem ersten und 1991 mit dem zweiten juristischen Staatsexamen beendete. Bis zu seinem Rentenbeginn war er neben seinem Abgeordnetenmandat als Rechtsanwalt zugelassen und auch in diesem Beruf tätig.

### Politik
Bosbach ist seit 1972 Mitglied der CDU. Von April 2003 bis 2005 war er stellvertretender Landesvorsitzender seiner Partei in Nordrhein-Westfalen. Des Weiteren ist er Mitglied im Berliner Kreis, einem Zusammenschluss von Abgeordneten der CDU/CSU aus dem Bundestag und den Länderparlamenten, die wertkonservative, marktliberale Standpunkte sowie die Abkehr von den in der Bundesrepublik geltenden Klimazielen vertreten.
Von 1975 bis 1979 gehörte Bosbach dem Kreistag des Rheinisch-Bergischen Kreises und von 1979 bis 1999 dem Rat seiner Heimatstadt Bergisch Gladbach an.
1994 und 1998 zog er als direkt gewählter Abgeordneter des Wahlkreises Rheinisch-Bergischer Kreis I und von 2002 bis 2013 für den Wahlkreis Rheinisch-Bergischer Kreis in den Deutschen Bundestag ein. Bei der Bundestagswahl 2005 erreichte er hier 49,3 % der Erststimmen. 2009 holte er mit 50 % der Stimmen seines Wahlkreises erneut das Direktmandat. Trotz seiner Krebserkrankung kandidierte Bosbach erneut bei der Bundestagswahl am 22. September 2013 und zog mit 58,5 % zum sechsten Mal als direkt gewählter Abgeordneter im Bundestagswahlkreis Rheinisch-Bergischer Kreis in den Deutschen Bundestag ein.
Von Februar 2000 bis November 2009 war er stellvertretender Vorsitzender der Bundestagsfraktion der Union und damit innerhalb der Fraktion zuständig für die Bereiche Recht, Petition, Innenpolitik, Sport, Vertriebene und Flüchtlinge, Kunst, Kultur und Medien. Seit November 2009 war er Vorsitzender des parlamentarischen Innenausschusses. Am 23. Juli 2015 legte er diesen Posten mit Wirkung zum 22. September nieder, da er auch künftig seiner Überzeugung folgen und abweichend vom Kurs seiner Parteivorsitzenden gegen weitere Rettungspakete für Griechenland stimmen wolle, was mit dem Ausschussvorsitz nicht vereinbar sei. Sein Bundestagsmandat wolle er jedoch behalten, da er für seine politische Überzeugung nur im Parlament werben und kämpfen könne.
2016 erklärte Bosbach, sich im Herbst 2017 aus der Politik zurückziehen zu wollen. Dafür gebe es sowohl politische als auch persönliche Gründe. In einigen wichtigen politischen Fragen könne er die Haltung seiner Partei nicht mehr mit der Überzeugung vertreten, die bei einer erneuten Kandidatur für den Bundestag erforderlich wäre. Er wolle seine restliche Kraft nicht dafür aufwenden, „gegen meine eigene Partei zu argumentieren und gegen meine eigene Partei anzutreten.“ Im Vorfeld der Landtagswahl in Nordrhein-Westfalen 2017 unterstützte Bosbach den Wahlkampf des CDU-Spitzenkandidaten Armin Laschet als Experte für innere Sicherheit. Er erklärte gegenüber der Presse, im Fall einer Regierungsübernahme solle er die Leitung einer Kommission zur Neuaufstellung der inneren Sicherheit (als Bosbach-Kommission bekannt) in Nordrhein-Westfalen übernehmen. Für das Amt des Innenministers stehe er jedoch nicht zur Verfügung.
Im Februar 2020 wurde bekannt, dass Bosbach Anzeige gegen den Sportreporter Werner Hansch wegen unvollständiger Rückzahlung eines Darlehens in Höhe von 5000 Euro gestellt habe. Bosbach sei von Hansch um das Geld gebeten worden, um einen Unfall ohne Polizei zu regeln, da Hansch Alkohol getrunken haben soll. Die SPD forderte, dass Bosbach vor der Bosbach-Kommission die Umstände erklären solle, warum er Hansch 5000 Euro geliehen habe.
Im August 2019 erklärte Bosbach er könne kein parteischädigendes Verhalten bei Hans-Georg Maaßen (inzwischen aus der CDU ausgetreten) erkennen. Im August 2021 kündigte Bosbach an, zukünftig keinen Wahlkampf mehr für die CDU machen zu wollen. Als Grund nannte er die heftige, auch innerparteiliche Kritik an einem Wahlkampf-Auftritt in Südthüringen mit Hans-Georg Maaßen.
Bosbach ist Mitglied des innerhalb der CDU isolierten Berliner Kreises in der Union neben anderen konservativen Politikern wie Philipp Lengsfeld (inzwischen aus der CDU ausgetreten), Sylvia Pantel (inzwischen aus der CDU ausgetreten) und Arnold Vaatz.

### Unterstützung einer Kampagnenplattform
Bosbach unterstützte 2021 den Versuch eine Kampagnenplattform mit Namen „The Republic“ aufzubauen. Diese sollte dazu dienen, den Konservatismus in die Breite zu tragen. Die Pressearbeit für das Portal machte dabei seine Tochter Caroline, die dort auch als Kolumnistin auftrat. Das Portal verursachte auch innerhalb der Union Proteste. Das CDU-Mitglied Peter R. Neumann bezeichnete die beginnenden Kampagnen des Portals, die sich gegen „Gender-Ideologie“ und den Öffentlich-rechtlichen Rundfunk richteten, als „AfD-affine[n] Ramsch“.

### Sonstiges Engagement und Tätigkeit
- Vorstandsmitglied der Vereinigung Gegen Vergessen – Für Demokratie
- von Juni 2007 bis 2019[26] Verwaltungsratsmitglied des Kölner Eishockeyclubs „Die Haie“ e. V.[27][28]
- Mitglied im Fernsehrat des ZDF als Vertreter der CDU und Mitglied im Programmausschuss Programmdirektion vom 9. März 2010[29][30] bis zum 5. Juli 2016[31][32]
- Juror bei der Wahl der Miss Germany 2015[33]
- Aktiver Spieler beim FC Bundestag bis zu seinem Ausscheiden aus dem Bundestag 2016[34]
- 1990–2012 Präsident und späterer Ehrenpräsident der KG Große Gladbacher[35]
- 2016: Schirmherr der Festspiele Balver Höhle[36]
- ab 2017 wöchentlicher Kolumnist bei der BILD-Zeitung[37]
- Mitglied im Berliner Kreis[38]
- Als Schirmherr der bundesweit tätigen Initiative Hits fürs Hospiz unterstützt Bosbach seit 2007 die Hospizbewegung und damit die Versorgung lebensverkürzend erkrankter Menschen in ihrem letzten Lebensabschnitt.[39][40]
- 2017: Ehrenmitglied der KAJUJA Bergisch Gladbach[41]

### Talkshows
Bosbach ist bekannt dafür, dass er seine politische Meinung, die oft im Gegensatz zur CDU-geführten Bundesregierung stand, gern in Talkshows kundtut. Zwischen 2012 und 2016 war er der Politiker, der an den meisten Talkshows teilnahm. Aufsehen erregte sein vorzeitiger Abgang aus der Sendung Maischberger im Juli 2017, als er aufgrund des Verhaltens und der politischen Meinung von Jutta Ditfurth aus Protest die Sendung verließ. Bosbach kündigte an, nie wieder mit Ditfurth in einer TV-Runde sitzen zu wollen. Die taz nannte ihn im August 2016 „eitle Labertasche“ und unterstellte ihm „geschwätzige Selbstverliebtheit“, attestierte ihm aber gleichzeitig, er sei „einer der wenigen im politischen Betrieb, die eine wichtige, aber schwer zu definierende Grenze kennen und einhalten: die Grenze zwischen konservativer Traditionspflege auf der einen und menschenverachtendem Rechtspopulismus auf der anderen Seite“; ihm gelänge es intuitiv, „auf diesem schmalen Grat zu wandeln“.

### Privates

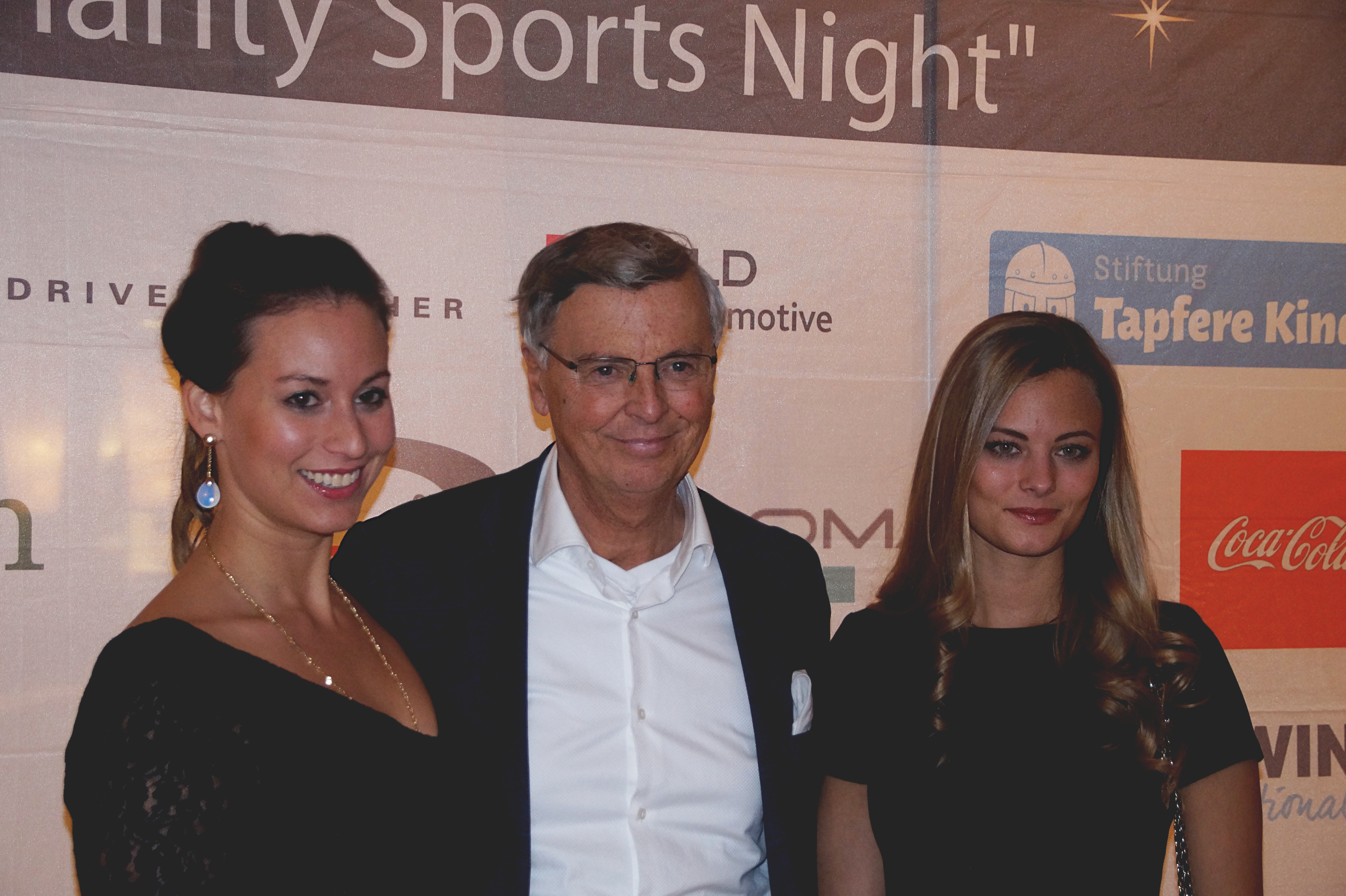
Wolfgang Bosbach mit seinen Töchtern Caroline (links im Bild) und Viktoria bei der Kölner Charity Sports Night am 27. November 2016

Wolfgang Bosbach ist römisch-katholisch.
Er heiratete 1987 Sabine Bosbach, die zufällig den gleichen Nachnamen trug wie er. Zusammen haben sie drei Töchter. Seine Tochter Caroline Bosbach ist ebenfalls politisch in der CDU aktiv und wurde bei der Bundestagswahl 2025 im Bundestagswahlkreis Rheinisch-Bergischer Kreis, in dem auch ihr Vater von 2002 bis 2013 antrat, als Direktkandidatin in den Deutschen Bundestag gewählt. Bosbach lebt mit seiner Familie in Bergisch Gladbach.
Seit 1994 leidet er an einer Herzinsuffizienz und trägt seit 2004 einen Herzschrittmacher mit kombiniertem Defibrillator. Nach einem Landesparteitag der CDU Nordrhein-Westfalen im März 2013 brach Bosbach zusammen. Untersuchungen ergaben, dass ein technischer Defekt des Defibrillators der Auslöser war. In der Talkshow Markus Lanz vom 27. Juni 2013 erwähnte Bosbach, dass ihm ein neues Gerät eingesetzt wurde. In der gleichen Sendung gab Bosbach seine am 3. Juni 2010 erkannte Prostatakrebserkrankung öffentlich bekannt. Im August 2012 gab Bosbach bekannt, dass die Erkrankung wegen fortgeschrittener Metastasen unheilbar sei.
In dem Gespräch mit dem Kölner Express, das am 7. November 2016 veröffentlicht wurde, sagte Bosbach zu seinem angekündigten Rückzug aus der Berufspolitik: „Ich habe lange mit mir gerungen. Aber als die Ärzte Anfang März diagnostizierten, dass sich bei mir ein Tumor in der Lunge gebildet hätte, stand meine Entscheidung fest. In Zukunft muss die Gesundheit einen höheren Stellenwert bekommen als die Politik.“

## Politische Positionen

### Sicherheits- und Überwachungsmaßnahmen
Anfang 2010 forderte Bosbach die Einführung von Körperscannern an deutschen Flughäfen für das laufende Jahr.
2011 forderte Bosbach die Verlängerung des Terrorismusbekämpfungsgesetzes und der Visawarndatei. Diese erlaubt es Bundesnachrichtendienst, Bundesverfassungsschutz und Militärischem Abschirmdienst, auf Fahrzeug- und Halterdaten zuzugreifen, den Postverkehr zu prüfen, Konto-, Telekommunikations- und Fluggastdaten abzufragen, Mobiltelefone zu orten oder Wohnungen abzuhören. Bosbach erklärte in diesem Zusammenhang: „Es gibt bei den Anti-Terror-Gesetzen noch keine endgültige Einigung. Und ich kann nur raten, diese drei Sachverhalte gleichzeitig zu entscheiden. Ich fürchte, dass wir bei der Fortführung der Anti-Terror-Gesetze sonst schon wieder einen politischen Preis an die FDP zahlen müssen.“

### Jugendschutz und Bekämpfung von Spielen mit Tötungssimulation
Bosbach sprach sich wiederholt dafür aus, Spiele zu verbieten, die auf Tötungssimulationen basieren. Am 21. November 2006 forderte er, durch ein Einfuhr-, Verkaufs-, Vermiet- und Verleihverbot den Zugriff auf Killerspiele so schwer wie möglich zu machen. 2009, nach dem Amoklauf von Winnenden, machte er sich für ein Verbot von Paintball, Softair und Gotcha stark, auch nachdem seine Fraktion entsprechende Änderungsvorschläge bereits zurückgezogen hatte. „Das ist eine Tötungssimulation“, zitiert die Märkische Allgemeine Bosbach am 27. Mai 2009.
Bosbach befürwortete die von der damaligen Bundesfamilienministerin Ursula von der Leyen initiierten Sperrungen von Internetseiten zur Erschwerung des Zugangs zu kinderpornographischen Inhalten.

### Einwanderungspolitik
Im Zuge der Diskussion über das Schweizer Minarettverbot Ende 2009 zeigte Bosbach im deutschen Fernsehen Verständnis für das Votum in der Schweiz, da die Sorgen der Bürger ernst genommen werden sollten, wobei er aber am 2. Dezember 2009 in der Fernsehsendung Hart aber Fair deutlich machte, dass er selbst gegen das Verbot gestimmt hätte. Er vertritt dabei unter anderem die Forderung, dass einem deutschen Entgegenkommen auf die islamische Gemeinschaft in Deutschland auch eine Tolerierung der christlichen Gemeinden in den islamischen Herkunftsländern der deutschen Muslime mit Migrationshintergrund folgen sollte: „Mir geht es einfach um eins: Wenn unterschiedliche Religionen friedlich nebeneinander leben sollen, müssen sie die hier herrschenden Regeln akzeptieren! Diejenigen, die jetzt Toleranz einfordern, sollten die gleiche Toleranz in ihren Ländern gegenüber den Christen anwenden.“ Bosbach deutet die schweizerische so genannte Volksinitiative gegen Masseneinwanderung als Argument für strengere Regeln gegen sozioökonomisch motivierte Migration nach Deutschland.
Während der Flüchtlingskrise erklärte Bosbach, dass die Aufnahmekapazität und Integrationskraft Deutschlands nicht unbegrenzt seien. Auf eine „europäische Lösung“ zu setzen hielt er für falsch. Stattdessen forderte er, die Zuwanderung stärker zu steuern und zu begrenzen. Dies sei seiner Partei eigentlich immer wichtig gewesen, daher wundere er sich, dass sie dieses Ziel aufgegeben habe. Nach den sexuellen Übergriffen in der Silvesternacht 2015/16 forderte er im Januar 2016 im Bundestag eine politische Kurskorrektur und die rasche Beendigung eines Kontrollverlustes, „den wir seit Sommer vergangenen Jahres haben“, da das Land vor einer Überforderung stehe.
Im Lauf der Krise stieg Bosbachs Popularität in Umfragen. Im September 2015 erreichte er auf der Liste der wichtigsten Politiker hinter Wolfgang Schäuble und Frank-Walter Steinmeier Platz drei und verwies Bundeskanzlerin Angela Merkel auf Platz vier. Diesen Platz hielt er noch bis Januar 2016. Ab Ende Januar 2016 tauchte er nicht mehr in der Liste auf.

### Euro-Rettung
Bosbach kündigte seit Juli 2011 mehrfach an, dass er dem Gesetz über eine Ausweitung des europäischen Rettungsschirms und dem Hilfspaket für Griechenland in der Bundestagsabstimmung aus Gewissensgründen nicht zustimmen werde.
Am 29. September 2011 stimmte er bei der namentlichen Abstimmung zur Erweiterung des EFSF gegen den Gesetzesentwurf der Regierung. Kurz darauf wurde er vom Kanzleramtsminister Ronald Pofalla beleidigt. Pofalla entschuldigte sich später öffentlich für seinen Affront; Bosbach nahm die Entschuldigung an. In Interviews beklagte Bosbach den enormen Druck, der auf ihn und andere sogenannte Abweichler fraktionsintern ausgeübt worden sei. Für seine falsche Behauptung vor einem Millionenpublikum in der Fernsehsendung Günther Jauch im Juni 2015, das griechische Renteneintrittsalter liege bei 56 Jahren, erntete er scharfe Kritik. In der gleichen Sendung deutete Bosbach seinen Rücktritt für den Fall an, dass der Bundestag neues Hilfsgeld für Griechenland beschließe.

### Äußerungen zum Blasphemie-Paragraphen
Nach dem Anschlag auf die Satirezeitschrift Charlie Hebdo in Paris forderten FDP und Grüne den sogenannten „Blasphemieparagraphen“ § 166 des StGB Beschimpfung von Bekenntnissen, Religionsgesellschaften und Weltanschauungsvereinigungen abzuschaffen. Bosbach trat diesen Forderungen entgegen und forderte seinerseits eine Verschärfung. Der Paragraph schütze weder eine Gottheit noch religiöse Gefühle, sondern einzig den öffentlichen Frieden.

### Energiepolitik und Atomausstieg
Wolfgang Bosbach sprach sich im November 2012 bei der Vorstellung des Berliner Manifests für mehr Marktwirtschaft in der Energiepolitik aus. Er betonte in diesem Zusammenhang, der Atomausstieg sei von oben herab verordnet worden.

### Islam in Deutschland
Als innenpolitischer Experte äußerte sich Wolfgang Bosbach regelmäßig öffentlich auch zum Thema Staat und Religionsgesellschaften. Bezüglich des Islam in Deutschland vertrat er einen liberalen integrativen Ansatz. Zugunsten des friedlichen Zusammenlebens der Religionen ging Bosbach im Jahr 2012 sogar so weit, ein Aufführungs- und Verbreitungsverbot des den Islam verspottenden amerikanischen Trashfilms Innocence of Muslims (2012) zu fordern: „Wir haben es hier nicht mit einer Rechtslücke zu tun, denn sowohl die Meinungsfreiheit als auch die Kunstfreiheit gelten nicht schrankenlos. […] In dem Film […] geht es um gezielte Provokation in der Hoffnung, dass es dann zu Unruhen kommt.“
Zugleich betonte Bosbach mehrfach, dass die innerislamische religiöse Rechtssetzung der Scharia keine Paralleljustiz in Konkurrenz zum staatlichen Rechtssystem Deutschlands begründen dürfe; so sagte er z. B. 2016 in der ARD-Talkshow Anne Will: „Wenn es zu Kollisionen zwischen dem Scharia-Islam und unserer freiheitlich-demokratischen Grundordnung kommt, muss ausschließlich unsere Rechts- und Werteordnung gelten – sonst nichts. Und darüber kann man auch nicht verhandeln oder gar Kompromisse schließen. Ende der Durchsage.“

## Auszeichnungen
- 2004 Ehrenring der Stadt Bergisch Gladbach (er nahm die Urkunde an, lehnte aber den Goldring ab)
- 2008 Verdienstorden „Bul le Mérite“ des Bundes Deutscher Kriminalbeamter[82]
- 2013 Bröckemännche-Preis[83]
- 2013 Lehrer-Welsch-Sprachpreis des Vereins Deutsche Sprache[84]
- 2013 Orden „Zivilcourage und Charakter“ der Bürgergesellschaft Köln-Thielenbruch[85]
- 2013 „Goldenes Steuerrad“ der Großen Mülheimer Karnevals-Gesellschaft von 1903[86]
- 2014 Ernennung zum „Ehrensenator“ der Düsseldorfer Karnevalsgesellschaft Weissfräcke[87]
- 2017 Schlappmaulorden[88][89]
- 2019 „Ritter der Freude“ – eine Auszeichnung der Neuen Pulheimer Karnevalsgesellschaft;[90] Georg-Scheu-Plakette – Weinkulturpreis der Stadt Alzey

## Veröffentlichungen
- In Freiheit sicher leben – Schwerpunkte einer unionsgeführten Sicherheitspolitik (PDF; 254 kB), in: Die Politische Meinung. August 2009.
- Endspurt. Wie Politik tatsächlich ist – und wie sie sein sollte. Begegnungen, Erlebnisse, Erfahrungen. Ein Gespräch mit Hugo Müller-Vogg. Quadriga, Köln 2016, ISBN 978-3-86995-092-1.
- mit Ulli Potofski: 52 – ein Jahrgang zwei Leben. L100 Verlag, Kempen 2020, ISBN 978-3-947984-06-0.

## Dokumentation
- Wolfgang Bosbach – Vom Loslassen eines Gefesselten | WDR-Doku (Youtube-Video, Anmeldung erforderlich)